# Eva-Maria Posch

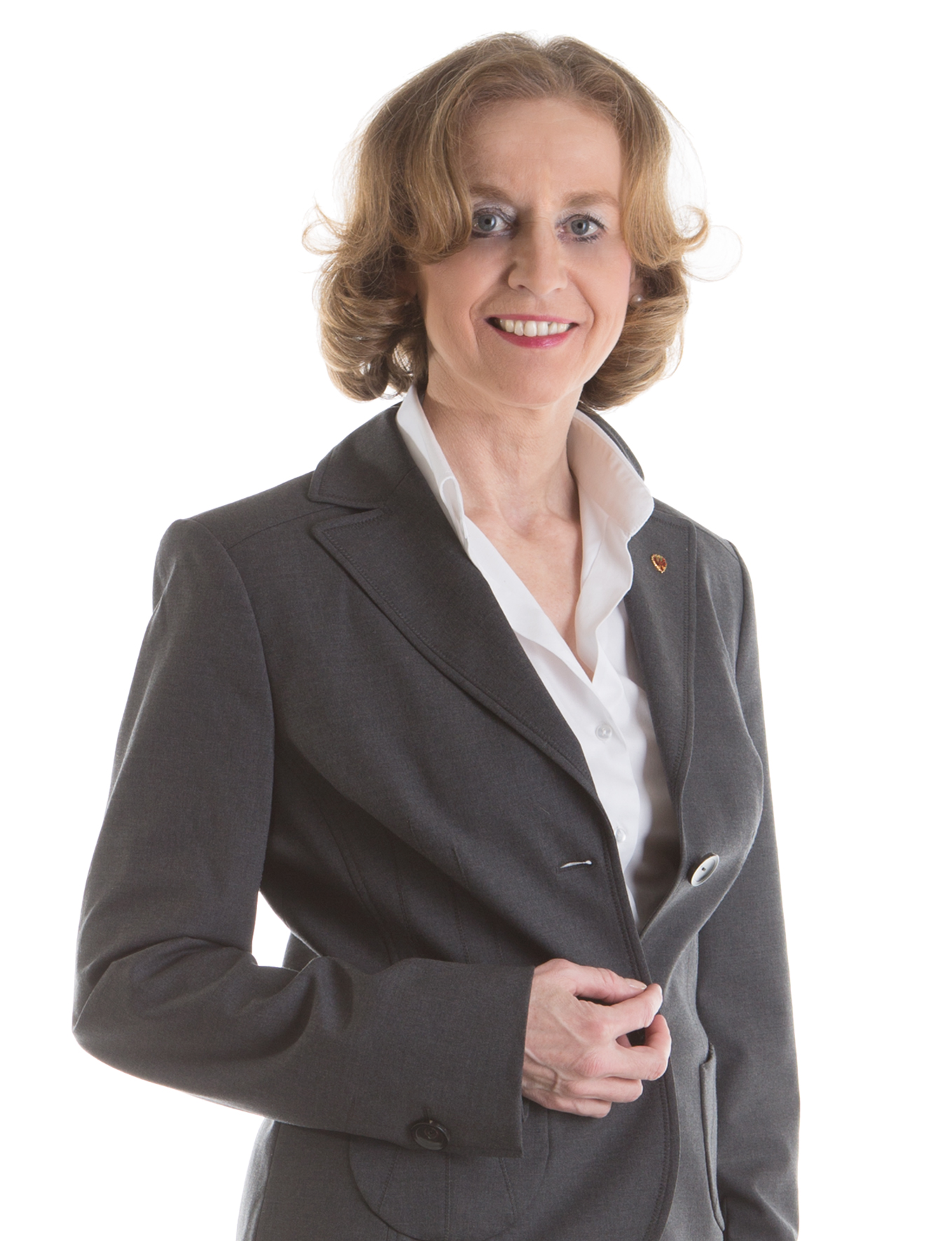
Eva Maria Posch (2012)

Eva-Maria Posch (* 31. Dezember 1961 in Innsbruck) ist eine österreichische Politikerin (ÖVP). Sie war zwischen 2003 und 2015 Abgeordnete zum Tiroler Landtag und von 2006 bis 2008 dessen Erste Vizepräsidentin. Außerdem war sie von 2012 bis 2022 direkt gewählte Bürgermeisterin der Stadt Hall in Tirol.

## Ausbildung und Beruf
Eva-Maria Posch besuchte zwischen 1968 und 1972 die Volksschule und absolvierte danach die Unterstufe am Franziskanergymnasium Hall in Tirol. Danach wechselte sie ans Akademische Gymnasium Innsbruck, wo sie 1980 maturierte. Im Anschluss absolvierte sie den Abiturientenlehrgang der Bundeshandelsakademie Innsbruck, den sie 1981 ebenfalls mit der Matura abschloss. Ihr Studium der Rechtswissenschaften an der Leopold-Franzens-Universität Innsbruck schloss Posch mit dem akademischen Grad Dr. iur. ab. Seit 1991 ist sie als Rechtsanwältin tätig.

## Politik
Eva-Maria Posch war 1998 bis 2003 Stadträtin von Hall in Tirol. Sie war in ihrer Heimatgemeinde in weiterer Folge seit 2003 Bürgermeister-Stellvertreterin und wurde im Jahr 2000 zur Stadtparteiobfrau gewählt. Seit 21. Oktober 2003 vertritt sie die ÖVP im Tiroler Landtag, wobei sie seit 2003 Mitglied im Finanzausschuss, Immunitäts- und Unvereinbarkeitsausschuss sowie Finanzkontrollausschuss ist. Am 3. Jänner 2006 wurde sie zur Ersten Vizepräsidentin des Tiroler Landtags gewählt, verlor diese Position nach der Landtagswahl 2008 wieder. Seit 1. Juli 2008 war sie einfache Abgeordnete im Tiroler Landtag und Mitglied im „Ausschuss für Rechts-, Gemeinde- und Bauangelegenheiten“ sowie im Finanzausschuss und im Finanzkontrollausschuss.
Als ihre politischen Schwerpunkte bezeichnet Posch die Verfügbarkeit eines Schul- und Ausbildungsplatz für die Tiroler Kinder und Jugendlichen sowie die Sicherstellung einer Alters- und Pflegeversorgung für die Bevölkerung. Weitere Anliegen sind das Gesundheitswesen und die Erhaltung der Infrastruktur. Posch ist Industriesprecherin der Tiroler Volkspartei.
Am 1. Juli 2012 wurde sie im zweiten Wahlgang mit mehr als 59 Prozent der Stimmen zur Bürgermeisterin der Stadt Hall in Tirol gewählt. Sie trat damit die Nachfolge von Johannes Tratter an, der als Finanz-Landesrat in die Tiroler Landesregierung gewechselt war.
Eva-Maria Posch legte im Jänner 2015 ihr Mandat als Landtagsabgeordnete nieder, um sich ganz dem Amt des Haller Bürgermeisters zu widmen. In der letzten Gemeinderatsperiode setzte sie u. a. folgende Projekte um: das Kinderzentrum Untere Lend, das Haller Schulzentrum, die Barrierefreiheit im Rathaus und den Sportplatz Pigar.